# 宋德 (天順進士)
宋德（1426年—？），字大本，山東兗州府濟寧州嘉祥縣人，明朝政治人物。進士出身。

## 生平
山東鄉試第二十一名。天順元年（1457年）丁丑科會試第二百七十六名，殿試登進士第三甲第九十六名。

## 家族
曾祖父宋舉義，曾任主事。祖父宋甫成。父亲宋希賢。